# Dumitrița Turner
Dumitrița Turner (n. 12 februarie 1964, Onești, Bacău, România) este o gimnastă română de talie mondială, actualmente retrasă din activitatea competițională, laureată cu argint olimpic la Moscova 1980.

## Distincții
- Ordinul „Meritul Sportiv” clasa a II-a (15 aprilie 1981) „pentru rezultatele deosebite obținute la Jocurile olimpice de vară de la Moscova — 1980, precum și pentru contribuția adusă la dezvoltarea activității sportive și la creșterea prestigiului sportului românesc pe plan internațional”[2]